# Nurgaram (huyện)
Nurgaram là một huyện thuộc tỉnh Nurestan, Afghanistan. Dân số thời điểm năm 1999 là  người.